# 蔡英 (永樂進士)
蔡英，山西太原府代州人，明朝政治人物。舉人出身。

## 生平
蔡英是山西等处承宣布政使司太原府代州人。永樂九年，辛卯科山西鄉試中舉。永乐二十二年，登進士，授庶吉士。